# Dovjkî, Slavuta
Dovjkî (în ucraineană Довжки) este o comună în raionul Slavuta, regiunea Hmelnîțkîi, Ucraina, formată numai din satul de reședință.

## Demografie
Componența lingvistică a comunei Dovjkî
     Ucraineană (99,68%)
     Alte limbi (0,32%)
Conform recensământului din 2001, majoritatea populației comunei Dovjkî era vorbitoare de ucraineană (99,68%), existând în minoritate și vorbitori de alte limbi.